# Ibsen (cratère)
Ibsen est un cratère situé dans le quadrangle de Discovery (H11) de la planète Mercure. L'Union astronomique internationale lui a donné le nom d'un dramaturge norvégien Henrik Ibsen, 

## Appellation
En 1976, l'UAI valide son nom dans la nomenclature des systèmes planétaires mercuriens en donnant, comme pour tous les nouveaux cratères, un nom d'artiste-auteur célèbre décédé depuis plus de trois ans. Ce cratère honore l'un des auteurs les plus influents de la littérature occidentale du XIXe siècle, le dramaturge et metteur en scène norvégien Henrik Ibsen.

## Relief géologique

### Localisation
Le cratère Ibsen se situe dans le Quadrangle de Discovery (H11) de l'hémisphère oriental de Mercure. L'impact lors de la formation d'un des plus grands cratère d'impact du Système solaire, le bassin Caloris, a eu des répercussions sismiques jusqu'à ses antipodes où sont observés des terrains chaotiques étrangement vallonnés.  Le cratère Ibsen est aux antipodes du Bassin Caloris.

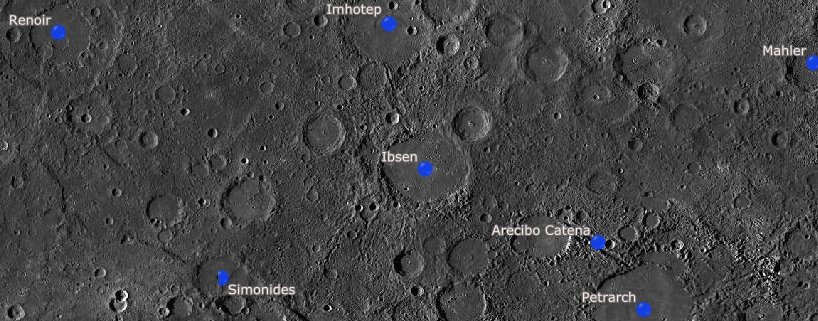
Cratère Ibsen entre Petrarque et Imhotep

### Caractéristiques
Ibsen est un cratère de 159 km de diamètre. Il est de taille comparable aux cratères proches Imhotep (quadrangle de Kuiper) et Pétrarque et comme eux présente un sol lisse et non cratérisé semblant avoir été inondé par des coulées de lave,. Ibsen est relié à Imhotep par une vallée de seqments de lignes tectoniques locales, les cratères y sont nombreux et ont fusionnés pour former une longue vallée avec un mur d'apparence festonné par une série d'arcs.

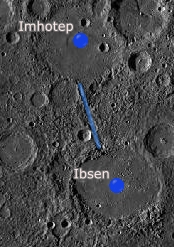
Cratère Ibsen relié à Imhotep échelle 100 km